# Mount Somers
Mount Somers (maori de Nouvelle-Zélande : Te Kiekie) est une petite localité de la région de Canterbury située dans l’île du Sud de la Nouvelle-Zélande,

## Situation
Elle est nichée au pied des Alpes du Sud.

## Population
La population lors du recensement de 2001 était de 2 307 habitants .
Du fait de sa localisation particulière, elle a grossi surtout du fait de la présence de nombreuses maisons de vacances.

## Activité économique
Contrairement aux autres villes rurales de Nouvelle-Zélande, l’économie de la ville de Mount Somers n’était pas seulement agricole.
Du charbon, de l’argile, du sable et du calcaire étaient extraits des mines situées dans les collines derrière la ville entre 1885 et 1968.
La commune et ses industries étaient desservies par la branche de chemin de fer de la branche du Mount Somers (en) de la ligne principale du sud (en). De 1889 à 1957, une extension de la ligne de chemin de fer allait vers Springburn, et la ligne s'appelait branche de Springburn.
À partir de la gare de chemin de fer de Mount Somers, un tramway de bush (en) privé circulait dans les collines derrière la ville, fournissant un accès à diverses installations industrielles situées là.
Des reliques du chemin de fer et du tramway sont toujours visibles aujourd’hui .

## Musique
Mount Somers est connu parmi les milieux internationaux de musique expérimentale et les communautés de musique underground comme étant le domicile de Peter King et lieu de ses dernières activités d'enregistrement  , .
Peter enregistra sur de disques plastiques en polycarbonate, à cette époque en utilisant un vieux  tour de la BBC et ainsi faisant ses enregistrements .